# زبان یهودی-کرمانی
یهودی-کرمانی زبان رو به مرگ جامعه یهودی ساکن در کرمان است. زبان یهودی-کرمانی همانند سایر زبان‌های یهودی دارای مقدار زیادی وام‌واژه از عبری است و به گونه‌ای از الفبای عبری نوشته می‌شود.